# アレックス・ラファエウ・メスキーニ
アレックス・ラファエウ・メスキーニ（Alex Raphael Meschini, 1982年3月25日 - ）は、ブラジル・パラナ州出身の元同国代表サッカー選手。現役時代のポジションはミッドフィールダー（左サイドハーフ）。

## 経歴
2004年3月11日、グアラニFCから45万ユーロ、4年契約でSCインテルナシオナルへ移籍した。
2008年10月12日、故障で離脱したジュリオ・バチスタの代わりにブラジル代表に初招集され、同年10月12日の2010年南アフリカワールドカップ・南米予選・ベネズエラ戦の71分にカカとの交代でピッチに立ち、代表デビューを果たした。
2009年2月20日、移籍金5万ユーロで、FCスパルタク・モスクワへ移籍。契約期間は2013年12月31日まで。2011年5月17日、SCコリンチャンス・パウリスタに移籍した。コリンチャンスではコパ・リベルタドーレス制覇に主力として貢献。2012年7月17日、アル・ガラファに移籍した。2013年7月20日、古巣SCインテルナシオナルへ復帰した。

## タイトル

### クラブ
インテルナシオナル
- カンピオナート・ガウショ : 2004, 2005, 2008, 2014, 2015
- コパ・リベルタドーレス : 2006
- FIFAクラブワールドカップ : 2006
- レコパ・スダメリカーナ : 2007
- コパ・スダメリカーナ : 2008

コリンチャンス
- カンピオナート・ブラジレイロ・セリエA : 2011
- コパ・リベルタドーレス : 2012